# Coryphantha ottonis
Coryphantha ottonis, conocida comúnmente como biznaga partida, es una especie de planta suculenta perteneciente al género Coryphantha, dentro de la familia Cactaceae. Es endémica de México (concretamente de los estados mexicanos de Tlaxcala, Guanajuato, Jalisco y Zacatecas).

## Descripción

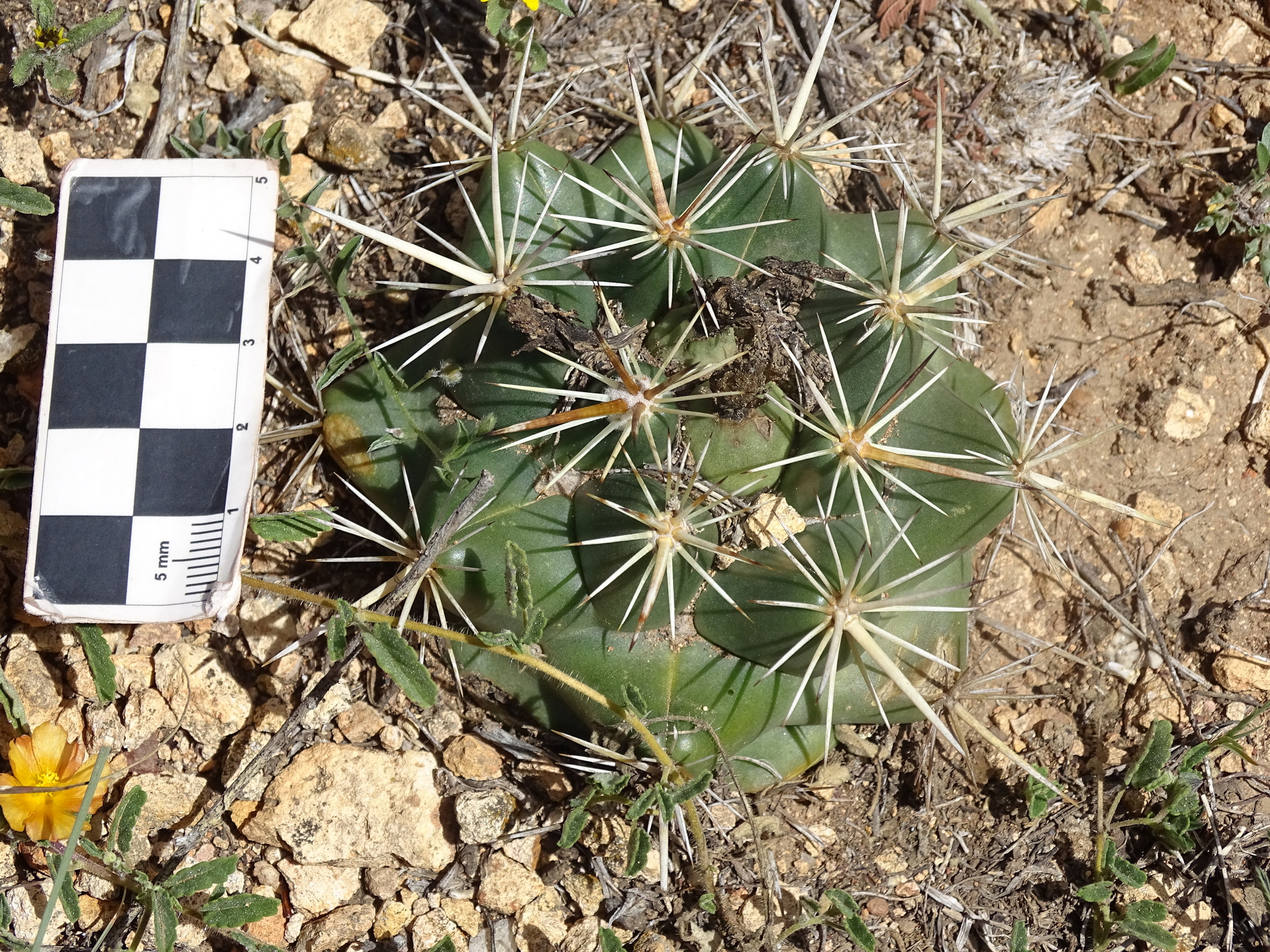
Detalle de los tubérculos y las espinas

Coryphantha ottonis es una especie de cactus solitario de tallo globular a corto cilíndrico. Mide hasta 12 cm de alto y de 4 a 8 cm de diámetro. Tiene la epidermis de color verde oscuro brillante a verde grisáceo, con el ápice lanoso y ligeramente deprimido.
Los tallos están cubiertos de tubérculos cónicos romos dispuestos en series de 5 a 8. Tienen consistencia blanda, miden de 1 a 1,5 cm de largo y 1,8 cm de ancho. Son surcados y suaves. Tienen las axilas de los tubérculos florales densamente lanosas y presentan glándulas de néctar de color rojo.
En la punta de los tubérculos se asientan areolas redondas de hasta 3 mm de ancho, que aunque al principio son lanosas, con el tiempo se vuelven desnudas. Tienen de 1 a 4 espinas centrales rígidas de color gris, amarillento o rojizo. Miden 1,5 a 2 cm de largo, y en las plantas más jóvenes a veces tienen forma de gancho, cosa que en las más viejas son rectas y subuladas. También tienen de 8 a 12 espinas radiales rectas y aciculares. Miden de 0,8 a 1,2 cm de largo y aunque inicialmente son de color amarillo a rojizo con las punta marrón, luego se tornan grises.

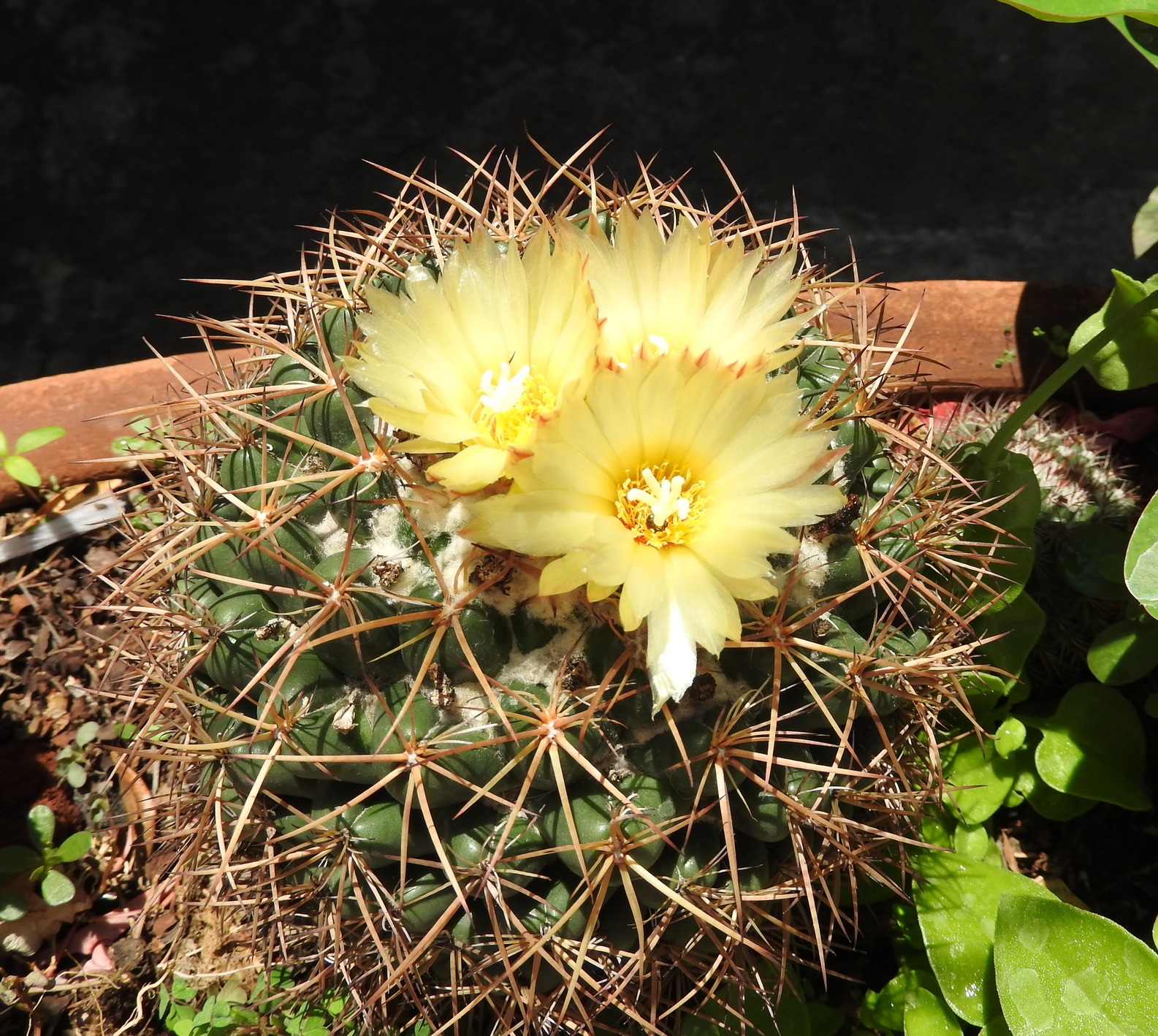
Detalle de la flor

Las flores pueden ser de color blanco, amarillo, rosa pálido o rosa brillante. Miden de 4 a 5 cm de largo y de 4 a 6,5 cm de diámetro. Tienen los filamentos amarillos, las anteras de color amarillo azafrán y el estigma con 10 lóbulos. Florece abundantemente entre primavera y otoño.
Los frutos son pequeños, redondos y de color verde. Son jugosos, miden hasta 1,5 cm de largo y 1 cm de ancho. Las semillas son reniformes, de color marrón, de 1,6 cm de largo y 0,8 cm de ancho.

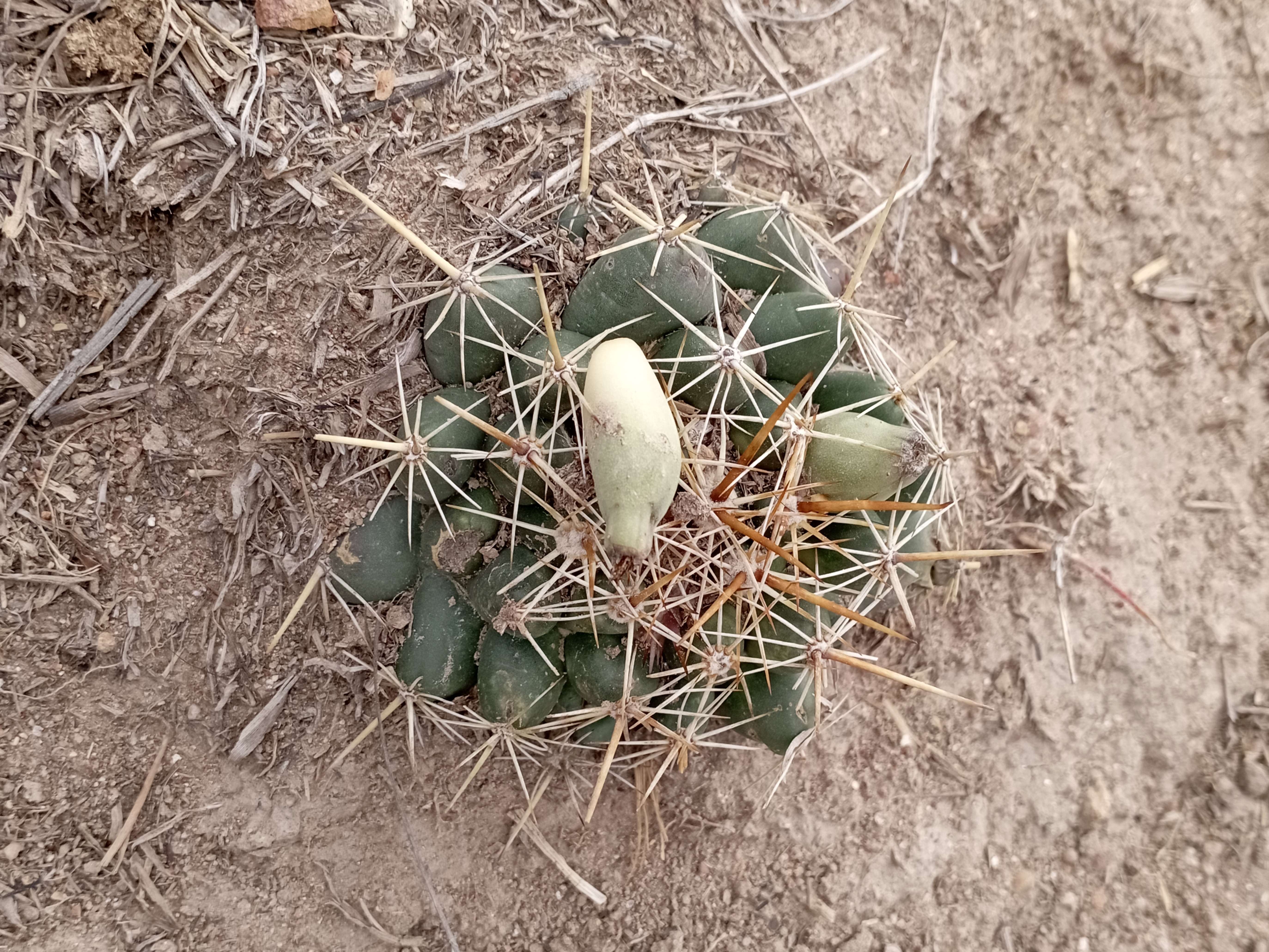
Detalle del fruto

## Distribución y hábitat
El área de distribución nativa de esta especie es México (concretamente en los estados mexicanos de Tlaxcala, Guanajuato, Jalisco y Zacatecas) y crece principalmente en biomas desérticos o de matorral seco.
Habita en campos planos de lava y pastizales, y a veces protegida entre arbustos.

## Taxonomía
La primera descripción de esta especie fue como Mammillaria ottonis, publicada en 1838 por el botánico alemán Ludwig Georg Karl Pfeiffer en la revista científica Allgemeine Gartenzeitung 6: 274.
Posteriormente, el botánico francés Charles Lemaire colocó la especie en el género Coryphantha, pasando a llamarse Coryphantha ottonis y anotando estos cambios en el libro Les Cactées: 34 en el año 1868.
Etimología
- Coryphantha: nombre genérico que deriva del griego coryphe (que significa 'cima' o 'cabeza'), y anthos (que significa 'flor'), haciendo referencia a que las flores aparecen en el ápice de los tallos.
- ottonis: epíteto específico otorgado en honor al botánico alemán Christoph Friedrich Otto, jardinero del Jardín Botánico de Berlín.[8]

Sinonimia
- Cactus ottonis (Pfeiff.) Kuntze, 1891
- Coryphantha asterias (Cels ex Salm-Dyck) Hübner, 1933
- Coryphantha bussleri (Mundt) Scheinvar, 1981
- Coryphantha guerkeana (Boed.) Britton & Rose, 1923
- Coryphantha ottonianus (Poselg.) Y.Itô, 1981
- Coryphantha ottonis subsp. boehmei B.Hofm. & H.Otto, 2011
- Echinocactus ottonianus Poselg., 1853
- Mammillaria asterias Cels ex Salm-Dyck, 1850
- Mammillaria bussleri Mundt, 1902
- Mammillaria golziana F.Haage ex R.E.Kunze, 1909
- Mammillaria guerkeana Boed., 1914
- Mammillaria ottonis Pfeiff., 1838

## Estado de conservación

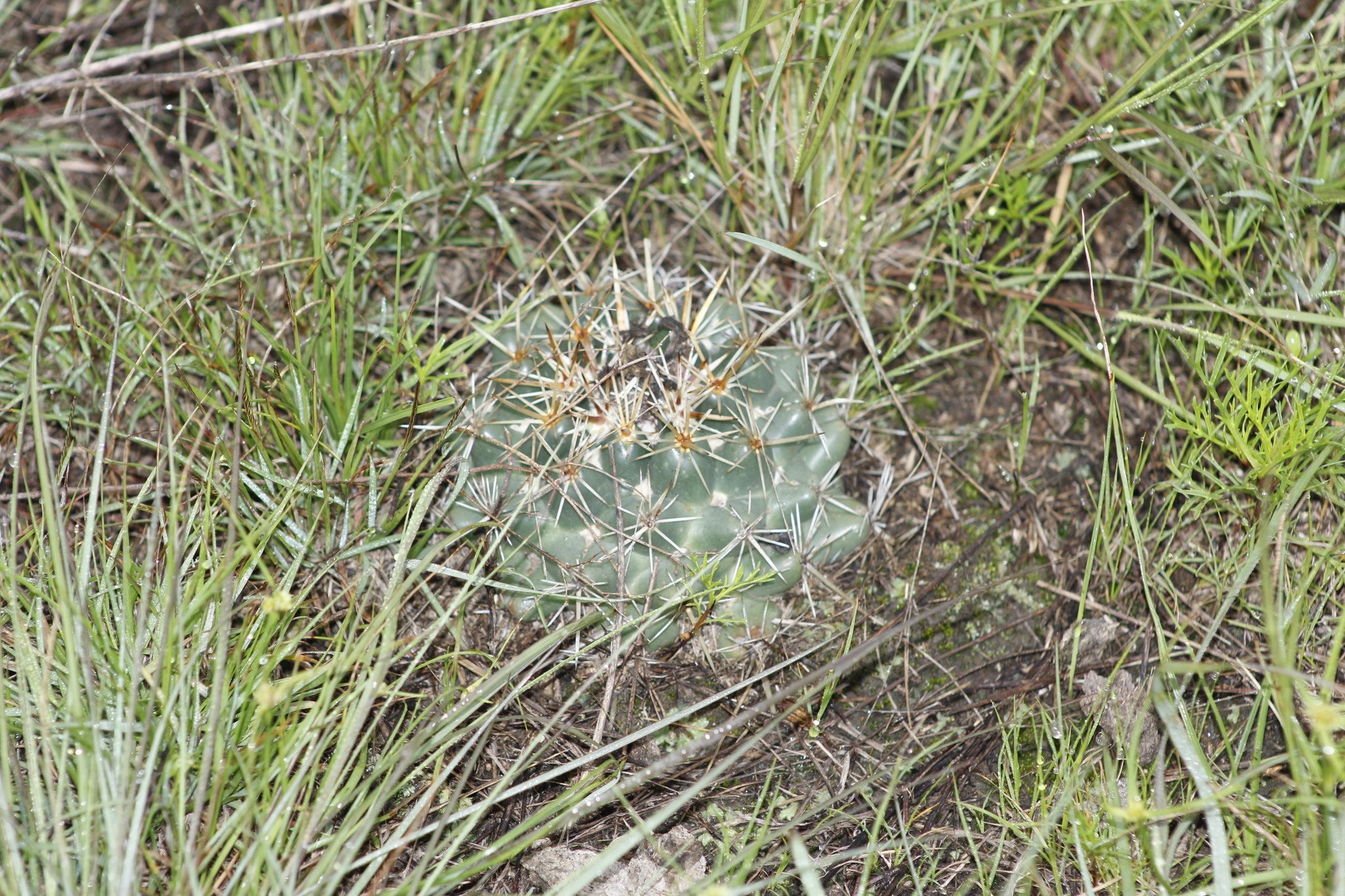
Planta en si hábitat

En la Lista Roja de Especies Amenazadas de la UICN, la especie está clasificada como de “Preocupación Menor (LC)”.
La principal amenaza que sufre la especie es la colecta y tráfico ilegal para su comercialización y uso como planta ornamental.

## Usos
Se cultiva principalmente como planta ornamental y su propagación se realiza a través de semillas. Es sensible al exceso de riego (propenso a la pudrición), por lo que hay que cultivarlo en un sustrato con buen drenaje. Es de crecimiento lento y se desarrolla mejor a pleno Sol.